# Левада (Черкасская область)
Левада (укр. Левада) — посёлок в Тальновском районе Черкасской области Украины.
Население по переписи 2001 года составляло 260 человек.
Занимает площадь 0,525 км².
Почтовый индекс — 20433.
Телефонный код — 4731.
Средняя высота поселка над уровнем моря — 192 м.

## Местный совет
20433, Черкасская обл., Тальновский р-н, с. Белашки, вул. Октябрьская